# Paardensport op de Olympische Zomerspelen 2020
Paardensport is een van de sporten die werden beoefend tijdens de Olympische Zomerspelen 2020 in Tokio, Japan. In elk van de disciplines dressuur, springen en eventing stonden zowel individuele als landenwedstrijden op het programma. De wedstrijden vonden plaats van 24 juli tot en met 7 augustus 2021 in het Equestrian Park (dressuur en  springen) en het Sea Forest Park (cross-country).

## Kwalificatie
Elke discipline kende zijn eigen kwalificatieregels, maar die waren grotendeels gebaseerd op de FEI-olympic riders ranking en de geografische spreiding over zeven regio's (Noordwest-Europa, Zuidwest-Europa, Centraal/Oost Europa en Centraal Azië, Noord-Amerika, Midden- en Zuid-Amerika, Afrika en Midden-Oosten, Zuidoost-Azië en Oceanië). Plaatsen werden aan een NOC toegekend, deze was vrij om de startlijst anders in te vullen.

### Dressuur
Aan het onderdeel dressuur mochten maximaal 60 combinaties deelnemen in de individuele disciplines en 15 teams, bestaande uit 3 combinaties elk.

### Eventing
Aan het onderdeel eventing mochten maximaal 65 combinaties deelnemen in de individuele disciplines en 15 teams, bestaande uit 3 combinaties elk.

### Springen
Aan het onderdeel springen mochten maximaal 75 combinaties deelnemen in de individuele discipline en 20 teams, bestaande uit 3 combinaties elk.

## Programma

### Dressuur
| Datum            | Nederlandse tijd | Programma              |
| ---------------- | ---------------- | ---------------------- |
| Zaterdag 24 juli | 10.00 - 15.00    | Eerste deel Grand Prix |
| Zondag 25 juli   | 10.00 - 15.00    | Tweede deel Grand Prix |
| Dinsdag 27 juli  | 10.30 - 15.30    | Grand Prix Spécial     |
| Woensdag 28 juli | 10.30 - 15.30    | Kür op muziek          |

### Eventing
| Datum             | Nederlandse tijd               | Programma     |
| ----------------- | ------------------------------ | ------------- |
| Vrijdag 30 juli   | 01.00 - 04.10 en 10.30 - 13.55 | Dressuur      |
| Zaterdag 31 juli  | 01.00 - 04.10                  | Springen      |
| Zondag 1 augustus | 01.30 - 04.55                  | Cross-country |

### Springen
| Datum               | Nederlandse tijd | Programma |
| ------------------- | ---------------- | --------- |
| Dinsdag 3 augustus  | 12.00 - 15.45    | -         |
| Woensdag 4 augustus | 12.00 - 14.30    | -         |
| Vrijdag 6 augustus  | 12.00 - 15.25    | -         |
| Zaterdag 7 augustus | 12.00 - 14.20    | Finale    |

## Medaillewinnaars
| Onderdeel            | Goud                                              | Zilver                                           | Brons                                            |
| -------------------- | ------------------------------------------------- | ------------------------------------------------ | ------------------------------------------------ |
| Dressuur individueel | Duitsland Jessica von Bredow-Werndl met Dalera    | Duitsland Isabell Werth met Bella Rose           | Groot-Brittannië Charlotte Dujardin met Gio      |
| Dressuur team        | Duitsland                                         | Verenigde Staten                                 | Groot-Brittannië                                 |
| Eventing individueel | Duitsland Julia Krajewski met Amande de B'Neville | Groot-Brittannië Tom McEwen met Toledo de Kerser | Australië Andrew Hoy met Vassily de Lassos       |
| Eventing team        | Groot-Brittannië                                  | Australië                                        | Frankrijk                                        |
| Springen individueel | Groot-Brittannië Ben Maher met Explosion W        | Zweden Peder Fredricson met All In               | Nederland Maikel van der Vleuten met Beauville Z |
| Springen team        | Zweden                                            | Verenigde Staten                                 | België                                           |